# Pick scratch
Pick scratch oder Pick Scrape (P.S.) ist eine insbesondere von E-Gitarristen eingesetzte perkussive Spieltechnik, bei der das Plektrum (um 90° gedreht, so dass man mit einem Plektrum zwei Saiten gleichzeitig überstreichen kann) schnell mit Druck über die umwickelten Basssaiten gerieben wird.

## Klang
Insbesondere in den Stilrichtungen Metal und Rock eingesetzt, erzeugt die Technik Pick Scratch einen schrill kreischenden Klang, der gerne in Soli als Effekt genutzt wird.